# Lagerstroemia spireana
Lagerstroemia spireana är en fackelblomsväxtart som beskrevs av François Gagnepain. Lagerstroemia spireana ingår i släktet Lagerstroemia och familjen fackelblomsväxter. Inga underarter finns listade i Catalogue of Life.